# Discographie de Skrillex
La discographie de l'artiste américain de musique électronique Skrillex se compose de 8 EP, treize singles (dont 6 en tant qu'artiste invité) et 7 clips vidéos.

## Extended plays
| Gypsyhook EP (en tant que Sonny)                                   | - Sortie : 7 avril 2009 - Label : Martin Dodd, Atlantic - Format: Digital download     | —   | — | — | —  | —  | —  | —  | —  | —   |                                        |
| My Name is Skrillex                                                | - Sortie : 7 juin 2010 - Label : Self-released - Format : téléchargement digital       | —   | — | — | —  | —  | —  | —  | —  | —   |                                        |
| Scary Monsters and Nice Sprites                                    | - Sortie : 25 octobre 2010 - Label : mau5trap, Big Beat - Format: CD, digital download | 49  | 3 | 1 | 24 | 38 | —  | 15 | 49 | 156 | - Australie ARIA : Or - Canada MC : Or |
| More Monsters and Sprites                                          | - Sortie : 7 juin 2011 - Label : Big Beat - Format: CD, téléchargement digital         | 124 | 5 | 3 | 60 | —  | —  | —  | —  | —   |                                        |
| Bangarang                                                          | - Sortie : December 23, 2011 - Label : Big Beat - Format : CD, téléchargement digital  | 14  | 1 | — | 4  | 6  | 25 | 7  | —  | 31  | - ARIA: Or - MC : Or                   |
| "—" signifie que le single n'est pas sorti ou classé dans le pays. |                                                                                        |     |   |   |    |    |    |    |    |     |                                        |

| Recess | - Sortie : 17 mars 2014 - Label : OWSLA - Format: CD, téléchargement digital |

### En tant qu'artiste principal
| Titre                                                              | Année | Meilleure position | Meilleure position | Meilleure position | Meilleure position | Meilleure position | Meilleure position | Meilleure position | Meilleure position | Meilleure position | Meilleure position | Album                                         |
| Titre                                                              | Année | États-Unis         | États-Unis Heat    | Australie          | Autriche           | Canada             | France             | Norvège            | Nouvelle-Zélande   | Suède              | Royaume-Uni        | Album                                         |
| ------------------------------------------------------------------ | ----- | ------------------ | ------------------ | ------------------ | ------------------ | ------------------ | ------------------ | ------------------ | ------------------ | ------------------ | ------------------ | --------------------------------------------- |
| My Name Is Skrillex                                                | 2010  | —                  | —                  | —                  | —                  | —                  | —                  | —                  | —                  | —                  | —                  | My Name Is Skrillex                           |
| WEEKENDS (avec Sirah)                                              | 2010  | —                  | —                  | —                  | —                  | 93                 | —                  | —                  | —                  | —                  | —                  | My Name Is Skrillex                           |
| Kill Everybody                                                     | 2010  | —                  | —                  | —                  | —                  | —                  | —                  | —                  | —                  | —                  | —                  | Scary Monsters and Nice Sprites               |
| Scary Monsters and Nice Sprites                                    | 2010  | 69                 | 3                  | 56                 | —                  | 66                 | —                  | 18                 | —                  | 20                 | 153                | Scary Monsters and Nice Sprites               |
| Rock'n Roll (Will Take You to The Mountain)                        | 2010  | —                  | —                  | —                  | —                  | —                  | —                  | —                  | —                  | —                  | —                  | Scary Monsters and Nice Sprites               |
| Reptile's Theme                                                    | 2011  | —                  | —                  | —                  | —                  | —                  | —                  | —                  | —                  | —                  | —                  | Mortal Kombat: Songs Inspired By The Warriors |
| First of the Year (Equinox)                                        | 2011  | 85                 | 8                  | 84                 | —                  | 88                 | 193                | 14                 | —                  | 19                 | —                  | More Monsters and Sprites                     |
| Ruffneck (FULL Flex)                                               | 2011  | —                  | —                  | —                  | —                  | —                  | —                  | —                  | —                  | —                  | 89                 | More Monsters and Sprites                     |
| Bangarang (avec Sirah)                                             | 2012  | 72                 | 3                  | 4                  | 25                 | 26                 | 67                 | 16                 | 14                 | 26                 | 74                 | Bangarang                                     |
| Kyoto                                                              | 2012  | 74                 | 5                  | 50                 | —                  | 59                 | —                  | —                  | —                  | —                  | 175                | Bangarang                                     |
| Breakn' a Sweat (avec The Doors)                                   | 2012  | —                  | —                  | —                  | —                  | 80                 | —                  | —                  | —                  | —                  | 32                 | Bangarang                                     |
| Make It Bun Dem (avec Damian Marley)                               | 2012  | 106                | 21                 | 27                 | —                  | 34                 | 155                | —                  | 16                 | 48                 | 66                 | Make It Bun Dem After Hours                   |
| "—" signifie que le single n'est pas sorti ou classé dans le pays. |       |                    |                    |                    |                    |                    |                    |                    |                    |                    |                    |                                               |

### En tant qu'artiste invité
| Get Up! (Korn featuring Skrillex)                                  | 2011 | 108 | 26 | 10 | 21 | —  | The Path of Totality      |
| Still Gettin' It (Foreign Beggars featuring Skrillex)              | 2011 | —   | —  | —  | —  | —  | The Harder They Fall      |
| Zoology (Knife Party featuring Skrillex)                           | 2011 | —   | —  | —  | —  | —  | Non-album single          |
| Narcissistic Cannibal (Korn featuring Skrillex & Kill the Noise)   | 2011 | 117 | 18 | 6  | 15 | 97 | The Path of Totality      |
| Lick It (Kaskade & Skrillex)                                       | 2011 | —   | —  | —  | —  | —  | Fire & Ice                |
| Bring Out the Devil (SOFI featuring Skrillex & Kill the Noise)     | 2011 | —   | —  | —  | —  | —  | Locked and Loaded: Part 2 |
| "—" signifie que le single n'est pas sorti ou classé dans le pays. |      |     |    |    |    |    |                           |

## Remixes
| Année | Chanson                                                           | Artiste original         | Album                                                |
| ----- | ----------------------------------------------------------------- | ------------------------ | ---------------------------------------------------- |
| 2009  | This Is The Shark Attack                                          | Shark Attack             | Shooting Judas remixed                               |
| 2009  | The Sadness Will Never End                                        | Bring Me the Horizon     | Suicide Season: Cut Up!                              |
| 2009  | Seventeen                                                         | Casxio                   | Seventeen EP                                         |
| 2009  | Shapeshift                                                        | Horse the Band           | Shapeshift 7"                                        |
| 2009  | Golden Mummy Golden Bird                                          | Horse the Band           | Desperate Living (iTunes Deluxe edition)             |
| 2009  | No Mercy, Only Violence                                           | The Library              | The Library EP                                       |
| 2009  | Sensual Seduction                                                 | Snoop Dogg               | Unreleased                                           |
| 2009  | Bad Romance                                                       | Lady Gaga                | Bad Romance (The Remixes) – EP                       |
| 2009  | What Is Light? Where Is Laughter?                                 | Twin Atlantic            | What Is Light? Where Is Laughter? – EP               |
| 2010  | The Wind Blows                                                    | The All-American Rejects | Download to Donate for Haiti                         |
| 2010  | Alejandro                                                         | Lady Gaga                | Alejandro (The Remixes) – EP                         |
| 2010  | Just the Way You Are                                              | Bruno Mars               | Just the Way You Are Remixes – EP                    |
| 2010  | Rock That Body                                                    | The Black Eyed Peas      | Invasion of Imma Be Rocking That Body (Megamix) – EP |
| 2010  | Zeig mir wie du tanzt                                             | Frida Gold               | Zeig mir wie du tanzt – EP                           |
| 2010  | Hey Sexy Lady                                                     | i SQUARE                 | Hey Sexy Lady Remixes – EP                           |
| 2010  | In for the Kill                                                   | La Roux                  | In for the Kill Remixes – EP                         |
| 2010  | Scream and Shout                                                  | Live Last                | Released on Myspace                                  |
| 2011  | Cinema (feat. Gary Go)                                            | Benny Benassi            | Cinema (feat. Gary Go), Pt. 2 – EP                   |
| 2011  | Sick Bubblegum                                                    | Rob Zombie               | Unreleased                                           |
| 2011  | What Is Light? Where Is Laughter? (Skrillex Instrumental Version) | Twin Atlantic            | Addicted to Bass - Drum & Bass, Dubstep, Electro     |
| 2011  | Born This Way (Died This Way)                                     | Lady Gaga                | Unfinished remix, leaked on YouTube                  |
| 2011  | Promises                                                          | Nero                     | Promises – EP                                        |
| 2011  | Love in Motion (feat. Mayer Hawthorne)                            | SebastiAn                | Love in Motion single                                |
| 2011  | Dancing On My Own                                                 | Robyn                    | Unreleased                                           |
| 2011  | Levels                                                            | Avicii                   | Levels Remixes – EP                                  |
| 2012  | Welcome to Jamrock                                                | Damian Marley            | Only performed live                                  |
| 2012  | Goin' In                                                          | Birdy Nam Nam            | Jaded Future - EP                                    |

## Chanson originale
| Année | Chanson                                          | Format=                                                                  |
| ----- | ------------------------------------------------ | ------------------------------------------------------------------------ |
| 2009  | Slats Slats Slats                                | Sortie sur MySpace                                                       |
| 2010  | Needed Change (featuring 12th Planet)            | Free Treats Volume 01                                                    |
| 2010  | Make Things for Smile                            | Uploaded par Skrillex through SoundCloud                                 |
| 2010  | I Wish You All the Luck of the World             | Disponible                                                               |
| 2010  | Drop Dead (Club Mix)                             | Sortie sur MySpace                                                       |
| 2010  | Cat Rats                                         | Sortie sur MySpace                                                       |
| 2010  | Turmoil                                          | Sortie sur MySpace                                                       |
| 2010  | Lustbug                                          | Sortie sur MySpace                                                       |
| 2010  | Oceans                                           | Sortie sur MySpace                                                       |
| 2010  | Father Said                                      | Sortie sur MySpace, performance live                                     |
| 2011  | The Disco Rangers Bus (Knows How to Rock N Roll) | Sortie sur MySpace                                                       |
| 2011  | DnB Ting                                         | Featured on Excision's Shambhala 2011 mix                                |
| 2011  | True Gangsters                                   | Performance live, featuring en exclusive BBC Radio One mix with Zane Low |
| 2011  | Kill Everybody (DnB Drive)                       | Performance live seulement                                               |
| 2012  | Voltage                                          | Non disponible                                                           |
| 2012  | My Good Bye                                      | a Demo released by SkrillexMothership, a Skrillex fan site.              |
| 2012  | Pop Dance(Challenger)                            | Non disponible                                                           |
| 2012  | Do We Really (Go On)                             | Non disponible                                                           |
| 2012  | Baby Boy (Ecstasy)                               | Non disponible                                                           |

### Clips vidéo
| Année                                 | Titre                                             | Réalisateur                                 |
| ------------------------------------- | ------------------------------------------------- | ------------------------------------------- |
| 2011                                  | Rock n' Roll (Will Take You to the Mountain)      | Jason Ano                                   |
| 2011                                  | First of the Year (Equinox)                       | Tony Truand                                 |
| 2011                                  | Ruffneck (FULL Flex)                              | Tony Truand                                 |
| 2012                                  |                                                   | Tony Truand                                 |
| Bangarang                             |                                                   | Tony Truand                                 |
| Goin' In (Skrillex "Goin Hard" Remix) | —                                                 |                                             |
| Lick It                               | —                                                 |                                             |
| Make It Bun Dem                       | Tony Truand                                       |                                             |
| Breakn' A Sweat                       | Radical Friend                                    |                                             |
| 2013                                  | Summit (Unofficial)                               | Pilerats                                    |
| 2014                                  | Dirty Vibe with Diplo, CL, & G-Dragon             | Lil’ Internet                               |
| 2014                                  | Take Ü There feat. Kiesza                         | Kyle dePinna, Dillon Moore, & Daniel Streit |
| 2014                                  | Fuck That                                         | Nabil                                       |
| 2014                                  | Try It Out                                        | Tony T. Datis                               |
| 2014                                  | Ragga Bomb With Ragga Twins                       | Terence Neale                               |
| 2015                                  | Doompy Poomp                                      | Fleur & Manu                                |
| 2015                                  | Burial (feat. Pusha T, Moody Good, TrollPhace)    | Grant Singer                                |
| 2015                                  | Stranger (Skrillex Remix w/ Tennyson & White Sea) | Andrew Donoho                               |
| 2016                                  | Killa (feat. Elliphant) - Skrillex & Wiwek        | Jas Davis and Skrillex                      |

## Sets en live
| Année | Titre                           |
| ----- | ------------------------------- |
| 2011  | Skrillex Mothership World Debut |
| 2011  | Mothership Episode 002          |
| 2012  | Grey Daze Tour                  |